# Михайловка (городской округ Солнечногорск)
Михайловка — деревня в Московской области России. Входит в городской округ Солнечногорск. Население — 6 чел. (2010).

## География
Деревня Михайловка расположена в центральной части Московской области, в центре округа, примерно в 8 км к югу от города Солнечногорска, в 5 км к северо-западу от рабочего посёлка Поварово, на берегу впадающей в Истру реки Лопцы.
В деревне 3 улицы — Липовая аллея, Яблоневая и Солнечный тупик, зарегистрировано садовое товарищество. Связана автобусным сообщением с районным центром. Ближайшие населённые пункты — посёлок Берёзки и деревня Ростовцево.

## История
В «Списке населённых мест» 1862 года Михайловка — казённая деревня 1-го стана Звенигородского уезда Московской губернии по правую сторону тракта из Воскресенска в Клин, в 43 верстах от уездного города, при реке Лопце, с 6 дворами и 34 жителями (17 мужчин, 17 женщин).
По данным на 1890 год входила в состав Пятницкой волости Звенигородского уезда, число душ составляло 49 человек.
В 1913 году — 8 дворов.
По материалам Всесоюзной переписи населения 1926 года — деревня Белавинского сельсовета Пятницкой волости Воскресенского уезда, проживало 65 жителей (21 мужчина, 44 женщины), насчитывалось 14 хозяйств, среди которых 13 крестьянских.
С 1929 года — населённый пункт в составе Солнечногорского района Московского округа Московской области. Постановлением ЦИК и СНК от 23 июля 1930 года округа как административно-территориальные единицы были ликвидированы.
1929—1957, 1960—1963, 1965—1974 гг. — деревня Белавинского сельсовета Солнечногорского района.
1957—1960 гг. — деревня Белавинского сельсовета Химкинского района.
1963—1965 гг. — деревня Белавинского сельсовета Солнечногорского укрупнённого сельского района.
1974—1987 гг. — деревня Обуховского сельсовета Солнечногорского района.
1987—1994 гг. — деревня Соколовского сельсовета Солнечногорского района.
В 1994 году Московской областной думой было утверждено положение о местном самоуправлении в Московской области, сельские советы как административно-территориальные единицы были преобразованы в сельские округа.
С 1994 до 2005 гг. деревня входила в Соколовский сельский округ Солнечногорского района.
С 2005 до 2019 гг. деревня включалась в городское поселение Поварово Солнечногорского муниципального района.
С 2019 года деревня входит в городской округ Солнечногорск, в рамках администрации которого деревня относится к территориальному управлению Поварово.

## Население
| 1852 | 1859 | 1890 | 1899 | 1926 | 1932 | 1966 |
| ---- | ---- | ---- | ---- | ---- | ---- | ---- |
| 42   | ↘34  | ↗49  | ↗56  | ↗65  | ↗83  | ↘46  |
| 1998 | 2002 | 2010 |      |      |      |      |
| ↘11  | ↘8   | ↘6   |      |      |      |      |